# Le Chaffal
Le Chaffal est une commune française située dans le département de la Drôme, en région Auvergne-Rhône-Alpes.
Ses habitants sont dénommés les Chaffalois.

## Géographie

### Localisation
Le Chaffal est située sur la bordure sud-ouest du massif du Vercors, à 32 km de Crest, 22 km de Chabeuil et 21 km de Saint-Jean-en-Royans.
La limite orientale de la commune suit le fond d'un canyon peu connu, car non mentionné sur les cartes IGN, dit « Canyon des Gueulards » à cause de l'écho qui s'y fait entendre. Il est facilement accessible aux randonneurs et débouche sur les gorges d'Omblèze. À l'ouest, la commune jouxte la commune de Combovin.

### Climat
Pour des articles plus généraux, voir Climat d'Auvergne-Rhône-Alpes et Climat de la Drôme.
En 2010, le climat de la commune est de type climat de montagne, selon une étude du CNRS s'appuyant sur une série de données couvrant la période 1971-2000. En 2020, Météo-France publie une typologie des climats de la France métropolitaine dans laquelle la commune est exposée à un climat de montagne ou de marges de montagne et est dans une zone de transition entre les régions climatiques « Alpes du nord » et « Alpes du sud ». 
Pour la période 1971-2000, la température annuelle moyenne est de 9 °C, avec une amplitude thermique annuelle de 16,5 °C. Le cumul annuel moyen de précipitations est de 1 284 mm, avec 10,4 jours de précipitations en janvier et 6,1 jours en juillet. Pour la période 1991-2020, la température moyenne annuelle observée sur la station météorologique de Météo-France la plus proche, « Rochefort-Samson_sapc »sur la commune de Rochefort-Samson à 10 km à vol d'oiseau, est de 12,4 °C et le cumul annuel moyen de précipitations est de 1 024,4 mm,. Pour l'avenir, les paramètres climatiques de la commune estimés pour 2050 selon différents scénarios d'émission de gaz à effet de serre sont consultables sur un site dédié publié par Météo-France en novembre 2022.

## Urbanisme

### Typologie
Au 1er janvier 2024, Le Chaffal est catégorisée commune rurale à habitat très dispersé, selon la nouvelle grille communale de densité à 7 niveaux définie par l'Insee en 2022.
Elle est située hors unité urbaine. Par ailleurs la commune fait partie de l'aire d'attraction de Valence, dont elle est une commune de la couronne,. Cette aire, qui regroupe 71 communes, est catégorisée dans les aires de 200 000 à moins de 700 000 habitants,.

### Occupation des sols
L'occupation des sols de la commune, telle qu'elle ressort de la base de données européenne d’occupation biophysique des sols Corine Land Cover (CLC), est marquée par l'importance des forêts et milieux semi-naturels (58,4 % en 2018), en diminution par rapport à 1990 (63,5 %). La répartition détaillée en 2018 est la suivante : 
forêts (47,2 %), prairies (29,8 %), milieux à végétation arbustive et/ou herbacée (11,2 %), zones agricoles hétérogènes (9,8 %), terres arables (2 %). L'évolution de l’occupation des sols de la commune et de ses infrastructures peut être observée sur les différentes représentations cartographiques du territoire : la carte de Cassini (XVIIIe siècle), la carte d'état-major (1820-1866) et les cartes ou photos aériennes de l'IGN pour la période actuelle (1950 à aujourd'hui).

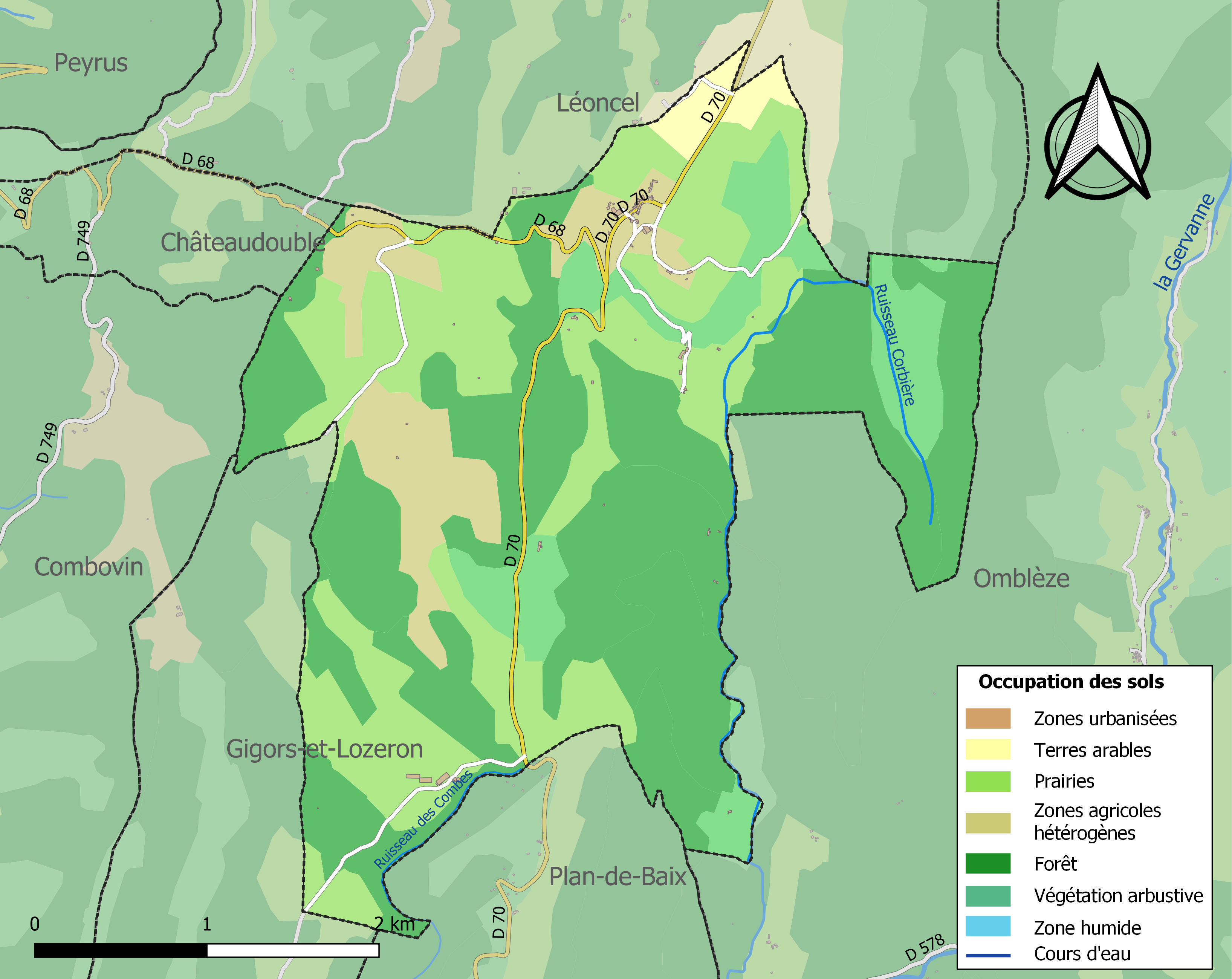
Carte des infrastructures et de l'occupation des sols de la commune en 2018 (CLC).

### Morphologie urbaine
La population est essentiellement rassemblée dans le village de La Vacherie, au nord du territoire communal. Le Chaffal, au sud, est le nom d'un ancien hameau (encore en ruine dans les années 1980) où se trouve l'ancienne église.

## Toponymie

### Attestations
Dictionnaire topographique du département de la Drôme :
- 1173 : Casfalgum  (cartulaire de Léoncel, 23), (étudié par Dauzat et Rostaing[13]) ;
- 1178 : Chaaphalc (cartulaire de Léoncel, 28) ;
- 1191 : Quadalfacum (cartulaire de Léoncel, 2) ;
- 1204 :  Chadaphalcum (cartulaire de Léoncel, 68) ;
- 1220 : mention du prieuré : Prioratus del Chaafalc (cartulaire de Léoncel, 85) ;
- 1228 : Chaaffalc (cartulaire de Léoncel, 101) ;
- 1232 : Cadafalcum (cartulaire de Léoncel, 111) ;
- 1234 : Terra Cadafalchi (cartulaire de Léoncel, 119) ;
- 1247 : Chaffalcum (cartulaire de Léoncel, 199) ;
- 1265 : mention du prieuré : Prioratus Chaafaudi (cartulaire de Léoncel, 224) ;
- 1292 : Chasphalc (cartulaire de Léoncel, 266) ;
- XIVe siècle : mention du prieuré : Prioratus de Chaffaldo (pouillé de Die) ;
- 1483 : Cadefalsum (terrier de Beaumont) ;
- 1509 : mention de l'église Saint-Pierre du prieuré : Ecclesia Sancti Roberti de Eychaffaudo (visites épiscopales de Die) ;
- 1556 : mention de l'église Saint-Pierre du prieuré : Saint-Robert de l'Échaffaud (inventaire de la chambre des comptes) ;
- 1651 : Locus du Chafal ex mandamento Castri Duplicis (reg. de la paroisse de Saou) ;
- 1699 : Chafalc et Chafalde (reg. de la paroisse de Léoncel) ;
- 1891 : Le Chaffal, commune du canton de Chabeuil, dont le chef-lieu est au village de la Vacherie.

### Étymologie
chaffal, chaffard, chaffaut proviendraient de catafaldum (variante de catafalcum qui a donné le français catafalque)[réf. nécessaire].
- Un chaffal était un échafaudage servant ordinairement de fortification. C'était parfois une simple palissade, un grenier à foin de construction sommaire. Dans certaines régions de la Bourgogne, le chafaud était un grenier à foin[réf. nécessaire].
- Voir également Le Chaffaut-Saint-Jurson, avec la variante Kadalfucho.

## Histoire
Pour un article plus général, voir Histoire de la Drôme.

### Du Moyen Âge à la Révolution
La seigneurie :
- La Vacherie est du mandement d'Eygluy mais Le Chaffal est du mandement de Châteaudouble. Ils ont les mêmes seigneurs jusqu'au milieu du XVIIe siècle.
- Milieu XVIIe siècle : Le Chaffal forme une seigneurie distincte appartenant aux Blache.
  - Passe aux Alleman.
  - XVIIIe siècle : acquise par les Lacroix-Chevrières-de-Pisançon, derniers seigneurs.

XIIe siècle : Le Chaffal est donné à l'abbaye de Léoncel par le seigneur du lieu.
XIIIe siècle : mention d'un péage.
1789 (démographie) : Le Chaffal a 34 chefs de famille.
Avant 1790, le Chaffal était une communauté de l'élection et subdélégation de Valence et de la sénéchaussée de Crest, formant une paroisse du diocèse de Die, dont l'église, dédiée à saint Robert, était celle d'un prieuré de l'ordre de Saint-Benoît, filiation de La Chaise-Dieu, connu dès le XIIe siècle et uni vers le milieu du XVe siècle à celui de Beaumont-lès-Valence. Les dîmes du territoire du Chaffal appartenaient au prieur, mais celles du territoire de la Vacherie appartenaient à l'abbé de Léoncel.

#### La Vacherie
Dictionnaire topographique du département de la Drôme :
- 1292 : Vachiria Lioncelli, Vacheria et Vacheria Lioncelli (cartulaire de Léoncel, 266).
- 1699 : Vacheire (Reg. de la paroisse de Léoncel).
- 1891 : La Vacherie, hameau, chef-lieu de la commune du Chaffal.

L'étymologie de La Vacherie est la même que celle du français vache, vacherie.

### De la Révolution à nos jours
Le Chaffal est depuis 1790 une commune du canton de Chabeuil. En 1854, il en a été distrait une partie pour former la commune de Léoncel.

## Politique et administration

### Administration municipale
Le nombre d'habitants au dernier recensement étant inférieur à 100, le nombre de membres du conseil municipal est de 7.
À l'issue de l'élection municipale de 2014, le conseil municipal est composé deux adjoints et de 4 conseillers municipaux.

### Liste des maires
| Période                                  | Période   | Identité       | Étiquette | Qualité |
| ---------------------------------------- | --------- | -------------- | --------- | ------- |
| Les données manquantes sont à compléter. |           |                |           |         |
| 1959                                     | mars 2008 | Pierre Bouchet | DVD       |         |
| mars 2008                                | En cours  | Claude Rousset |           |         |

### Rattachements administratifs et électoraux
La commune faisait partie du canton de Chabeuil ; à la suite du redécoupage des cantons du département, à partir des élections départementales de 2015, elle est dans le nouveau canton de Vercors-Monts du Matin. Elle a intégré la communauté de communes Le Pays du Royans le 1er janvier 2011.

## Population et société

### Démographie
L'évolution du nombre d'habitants est connue à travers les recensements de la population effectués dans la commune depuis 1793. Pour les communes de moins de 10 000 habitants, une enquête de recensement portant sur toute la population est réalisée tous les cinq ans, les populations de référence des années intermédiaires étant quant à elles estimées par interpolation ou extrapolation. Pour la commune, le premier recensement exhaustif entrant dans le cadre du nouveau dispositif a été réalisé en 2007.

En 2022, la commune comptait 37 habitants, en évolution de −11,9 % par rapport à 2016 (Drôme : +2,64 %, France hors Mayotte : +2,11 %).
| 1793 | 1800 | 1806 | 1821 | 1831 | 1836 | 1841 | 1846 | 1851 |
| ---- | ---- | ---- | ---- | ---- | ---- | ---- | ---- | ---- |
| 145  | 278  | 352  | 266  | 284  | 285  | 250  | 286  | 250  |

| 1856 | 1861 | 1866 | 1872 | 1876 | 1881 | 1886 | 1891 | 1896 |
| ---- | ---- | ---- | ---- | ---- | ---- | ---- | ---- | ---- |
| 187  | 198  | 168  | 147  | 161  | 181  | 157  | 157  | 166  |

| 1901 | 1906 | 1911 | 1921 | 1926 | 1931 | 1936 | 1946 | 1954 |
| ---- | ---- | ---- | ---- | ---- | ---- | ---- | ---- | ---- |
| 166  | 152  | 162  | 98   | 103  | 106  | 116  | 100  | 100  |

| 1962 | 1968 | 1975 | 1982 | 1990 | 1999 | 2006 | 2007 | 2012 |
| ---- | ---- | ---- | ---- | ---- | ---- | ---- | ---- | ---- |
| 65   | 52   | 44   | 42   | 43   | 38   | 49   | 50   | 49   |

| 2017 | 2022 | - | - | - | - | - | - | - |
| ---- | ---- | - | - | - | - | - | - | - |
| 39   | 37   | - | - | - | - | - | - | - |

### Enseignement
La commune est rattachée à l'académie de Grenoble.

### Manifestations culturelles et festivités

#### Loisirs
- Randonnées (sentiers)[14].

## Économie
En 1992 : pâturages (bovins), bois / Foire : 22 juillet et 4 octobre.

### Tourisme
- Site du bourg[14].
- Vues du col des Limouches et du col de Bacchus[14].

## Culture locale et patrimoine

### Lieux et monuments
- Ruines du château médiéval Ferrand et sa chapelle[14]. Restauration entreprise dans les années 1990[réf. nécessaire].
- Église Saint-Robert de la Vacherie[14].

### Patrimoine naturel
- Parc naturel régional du Vercors[14].